# Françoise Barret-Ducrocq
Pour les articles homonymes, voir Ducrocq.
Françoise Barret-Ducrocq, née en 1940, est professeur émérite de civilisation britannique à l'université Paris-Diderot, spécialiste de l'histoire des mœurs et de l'histoire culturelle en Grande-Bretagne au XIXe siècle.

## Biographie
Elle réalise une thèse d'État en 1987, intitulée « Modalités de la reproduction sociale et code de morale sexuelle des classes laborieuses à Londres dans la période victorienne », à l'université Paris IV. Elle est maître de conférences de civilisation britannique à l'université Paris-Diderot (1987-1991) puis elle est nommée professeur d'histoire de la civilisation britannique en 1991. Elle a dirigé le Centre de recherche sur les Îles britanniques et l'Europe occidentale (CRIBE) en 1990, où elle a créé un groupe de recherche intitulé « La place des femmes dans la démocratie: les femmes et la vie politique, procréation et différence des sexes ».
Sa thèse sur l'époque victorienne est rédigée à la suite de la découverte d'un important fonds d'archives d'une maison de charité recueillant des jeunes filles et femmes en détresse ou privées de toit à Londres. Les postulantes au gîte et au couvert devaient faire de longues dépositions, ne cachant rien de leur vie antérieure et des raisons qui les avaient amenées à se retrouver à la rue ou en totale précarité. Parfois, elles avaient été séduites puis abandonnées voire s'étaient retrouvées contraintes à se prostituer, et se retrouvaient « filles-mères » (mères célibataires). À Londres à partir de 1810, le Foundling Hospital accueillait ces femmes et leur progéniture alors que la plupart des hôpitaux exigeaient des parturientes qu'elles produisent, pour être admises à accoucher, un certificat de mariage en bonne et due forme. Dans leurs confessions, les femmes acceptées par le Foundling Hospital devaient avoir attesté qu'elles avaient cédé aux avances du père à la suite d'une promesse de mariage et sous la contrainte et que, depuis, elles menaient une vie irréprochable.
Elle s'est aussi intéressée à l'œuvre de diverses personnalités britanniques de la période victorienne, dont Arthur Munby (en), le diariste victorien et l'écrivaine britannique Mary Wollstonecraft, et plus largement au mouvement des femmes au Royaume-Uni.
Elle publie, avec Évelyne Pisier, Femmes en tête, une enquête journalistique fondée sur des entretiens avec des femmes de pouvoir ou en vue. Françoise Barret-Ducrocq était revenue sur sa démarche et le thème dans un article publié dans Sciences Humaines en 2005.

## Activités institutionnelles
Elle soutient la fondation par Élie Wiesel, de l'Académie universelle des cultures, en 1992, agissant dans le cadre d'une mission du ministère de l'Éducation nationale et de la culture, et elle en devient secrétaire générale.
De 2006 à 2010, elle est présidente de l'Institut Émilie-du-Châtelet, en 2018, elle est siège en tant qu'experte au comité de direction.

## Publications

### Ouvrages
- L'amour sous Victoria : sexualité et classes populaires à Londres au XIXe siècle, Plon, 1989
- Femmes en tête, avec Évelyne Pisier, Paris, Flammarion, 1997.
- Le mouvement féministe anglais d'hier à aujourd'hui, Ellipses, 2000.
- Pauvreté, charité et morale à Londres au XIXe siècle, une sainte violence, Paris, puf, 1991

### Ouvrages collectifs
- (dir.) Intervenir ? Droits de la personne et raisons d’État, Forum international sur l'intervention (Paris, 16-17 décembre 1993) Grasset, 1994, 419 p.  (ISBN 9782246499114)
- L'Intolérance, Grasset, 1998, 396 p.  (ISBN 9782246557517)

### Traductions
Chroniques de mai 68 / Mavis Gallant, Deux temps - Ed. Tierce, Paris, 1988.

## Distinctions
- 2012 : officier de la Légion d'honneur[8]